# Pandemia de COVID-19 en La Pampa
El primer caso confirmado de la pandemia de COVID-19 en La Pampa se dio a conocer el 24 de marzo de 2020. Se trataba de un hombre de más de 65 años de edad, que había viajado a varios países, tales como Emiratos Árabes Unidos y España. El paciente residía en la localidad de Santa Rosa, Departamento de Capital. Desde entonces, se han reportado 1,853 casos confirmados en la totalidad de la provincia. 

El gobernador de la provincia, Sergio Ziliotto durante una conferencia de prensa anunció que a partir del 16 de octubre[¿cuándo?] se reforzarán las medidas pertinentes para contener el avance del coronavirus en la provincia. Anunció que el aislamiento obligatorio continuará y se pasará de Fase 5 a Fase 2 con fecha de expiración 26 de octubre, tras el incremento exponencial de casos que pone en riesgo la población pampeana. Conforme a la situación educativa, informó que los 12.876 estudiantes hábiles no tendrán clases presenciales por lo menos hasta el 25 de octubre, donde se evaluará el retorno a clases presenciales.

## Cronología

### 2020: Brote inicial, crecimiento exponencial y primera ola
Primeros casos
El 24 de marzo de 2020 se confirmó el primer caso de contagio por el nuevo coronavirus (SARS-CoV-2) en la provincia argentina de La Pampa. Se trataba de un paciente de sexo masculino de 71 años que estaba siendo tratado en su ciudad de residencia, Santa Rosa. Tenía antecedente de haber viajado al exterior y estaba en aislamiento desde el 16 de marzo. Después de cuatro días, el hombre presentó síntomas relacionados al coronavirus, por lo que en un principio se procedió a tomarle una muestra para influenza A o B, a la que resultó dar negativo. Tras esto, se le realizó un test de COVID-19 que fue derivado al Instituto Malbrán, en donde el resultado arrojó a positivo. Desde entonces el paciente permanece en aislamiento en su domicilio y viene siendo evaluado por un equipo médico durante periodos de tiempo.

## Impacto

### Educación
2020
El 11 de septiembre de 2020, el gobernador de La Pampa, Sergio Ziliotto anunció que el lunes 14 de septiembre de 2020 alrededor de 12.754 alumnos estarían en condiciones suficientes como para regresar a las clases presenciales, exceptuando en 4 localidades de la provincia, las cuales son; 25 de Mayo, La Adela, Intendente Alvear y Bernardo Larroudé, quienes en su momento presentaron un brote importante de casos. Asimismo, en la conferencia de prensa saludó a los docentes por su día y destacó que los educandos permanecerían 3 horas en las aulas y se aplicarían constantemente los protocolos recomendados para prevenir el contagio de la COVID-19.
2021

### Deporte
El 23 de septiembre de 2020, el gobierno nacional presentó la decisión administrativa 1738/2020 en la cual se precisaba que en la provincia de La Pampa las actividades deportivas se reanudarían con oposición y con un máximo de hasta 10 deportistas. El fútbol 5 estaba incluida en esta medida.

## Estadísticas

### Gráficos

#### Muertos
|
| Ver muertos
}}
|
| Muertos por día
}}